# Irena Petryna
Irena Petryna (ur. 6 stycznia 1950 w Prażmowie) – polska nauczycielka i polityk, samorządowiec, posłanka na Sejm II kadencji.

## Życiorys
W 1979 ukończyła studia na Wydziale Rolniczym Akademii Rolniczo-Technicznej w Olsztynie. W latach 1968–1987 pracowała jako nauczyciel i wicedyrektor w szkołach podstawowych i zawodowych. W latach 1987–1989 była zatrudniona w Wojewódzkim Komitecie Zjednoczonego Stronnictwa Ludowego.
Od 1985 do 1990 zasiadała w Radzie Narodowej Miasta i Gminy Olsztynka – w ostatniej kadencji istnienia rad narodowych pełniła funkcję jej wiceprzewodniczącej. Sprawowała mandat posłanki II kadencji wybranej z listy Polskiego Stronnictwa Ludowego w okręgu olsztyńskim. Bez powodzenia ubiegała się o reelekcję w wyborach w 1997.
W latach 1998–2002 pełniła funkcję radnej sejmiku warmińsko-mazurskiego i wicemarszałka województwa. W 2002 została dyrektorem warmińsko-mazurskiej regionalnej kasy chorych, następnie oddziału Narodowego Funduszu Zdrowia. W 2005 objęła stanowisko dyrektora Samodzielnego Publicznego Zespołu Gruźlicy i Chorób Płuc w Olsztynie.
Bezskutecznie ubiegała się o mandat poselski z listy PSL w wyborach w 2001 oraz w przedterminowych wyborach parlamentarnych w 2007. Powoływana w skład władz krajowych PSL, jest członkinią Związku Nauczycielstwa Polskiego i działaczką ochotniczej straży pożarnej.
Odznaczona Krzyżem Kawalerskim Orderu Odrodzenia Polski (1999). W 2014 została honorowym obywatelem Olsztynka.